# Jiantou, Guangdong
Jiantou är en köping i sydöstra Kina. Den ligger i Dongyuan härad i staden Heyuan i provinsen Guangdong, omkring 180 kilometer nordost om provinshuvudstaden Guangzhou. Antalet invånare är 15 201. Befolkningen består av 7 528 kvinnor och 7 673 män. Barn under 15 år utgör 22,0 %, vuxna 15-64 år 69 %, och äldre över 65 år 8,0 %.